# Pattinaggio di velocità agli XI Giochi olimpici invernali
Le competizioni del pattinaggio di velocità  degli XI Giochi olimpici invernali si sono svolte dal 4 al 12 febbraio 1972 sulla pista del Makomanai Open Stadium a Sapporo.
Come nell'ultima edizione di Grenoble 1968 si sono disputate quattro prove maschili e quattro prove femminili.

## Programma
| Pattinaggio di velocità agli XI Giochi olimpici invernali | Pattinaggio di velocità agli XI Giochi olimpici invernali | Pattinaggio di velocità agli XI Giochi olimpici invernali | Pattinaggio di velocità agli XI Giochi olimpici invernali | Pattinaggio di velocità agli XI Giochi olimpici invernali | Pattinaggio di velocità agli XI Giochi olimpici invernali | Pattinaggio di velocità agli XI Giochi olimpici invernali | Pattinaggio di velocità agli XI Giochi olimpici invernali | Pattinaggio di velocità agli XI Giochi olimpici invernali | Pattinaggio di velocità agli XI Giochi olimpici invernali | Pattinaggio di velocità agli XI Giochi olimpici invernali | Pattinaggio di velocità agli XI Giochi olimpici invernali |
| Eventi / Giorni                                           | Febbraio 1972                                             | Febbraio 1972                                             | Febbraio 1972                                             | Febbraio 1972                                             | Febbraio 1972                                             | Febbraio 1972                                             | Febbraio 1972                                             | Febbraio 1972                                             | Febbraio 1972                                             | Febbraio 1972                                             | Febbraio 1972                                             |
| Eventi / Giorni                                           | 3                                                         | 4                                                         | 5                                                         | 6                                                         | 7                                                         | 8                                                         | 9                                                         | 10                                                        | 11                                                        | 12                                                        | 13                                                        |
| --------------------------------------------------------- | --------------------------------------------------------- | --------------------------------------------------------- | --------------------------------------------------------- | --------------------------------------------------------- | --------------------------------------------------------- | --------------------------------------------------------- | --------------------------------------------------------- | --------------------------------------------------------- | --------------------------------------------------------- | --------------------------------------------------------- | --------------------------------------------------------- |
| UOMINI                                                    |                                                           | 5000 m                                                    | 500 m                                                     | 1500 m                                                    | 10000 m                                                   |                                                           |                                                           |                                                           |                                                           |                                                           |                                                           |
| DONNE                                                     |                                                           |                                                           |                                                           |                                                           |                                                           |                                                           | 1500 m                                                    | 500 m                                                     | 1000 m                                                    | 3000 m                                                    |                                                           |

## Podi
| Evento             | Oro           | Perform. | Argento              | Perform. | Bronzo               | Perform. |
| Gare maschili      |               |          |                      |          |                      |          |
| 500 m (dettagli)   | Erhard Keller | 39"44    | Hasse Börjes         | 39"69    | Valerij Muratov      | 39"80    |
| 1500 m (dettagli)  | Ard Schenk    | 2'02"96  | Roar Grønvold        | 2'04"26  | Göran Claeson        | 2'05"89  |
| 5000 m (dettagli)  | Ard Schenk    | 7'23"61  | Roar Grønvold        | 7'28"18  | Sten Stensen         | 7'33"39  |
| 10000 m (dettagli) | Ard Schenk    | 15'01"35 | Kees Verkerk         | 15'04"70 | Sten Stensen         | 15'07"08 |
| Gare femminile     |               |          |                      |          |                      |          |
| 500 m (dettagli)   | Anne Henning  | 43"33    | Vera Krasnova        | 44"01    | Ljudmila Titova      | 44"45    |
| 1000 m (dettagli)  | Monika Pflug  | 1'31'40  | Atje Keulen-Deelstra | 1'31'61  | Anne Henning         | 1'31'62  |
| 1500 m (dettagli)  | Dianne Holum  | 2'20"85  | Stien Kaiser         | 2'21"05  | Atje Keulen-Deelstra | 2'22"05  |
| 3000 m (dettagli)  | Stien Kaiser  | 4'52"14  | Dianne Holum         | 4'58"67  | Atje Keulen-Deelstra | 4'59"91  |

## Medagliere
| Posizione | Paese            |   |   |   | Totale |
| --------- | ---------------- | - | - | - | ------ |
| 1         | Paesi Bassi      | 4 | 3 | 2 | 9      |
| 2         | Stati Uniti      | 2 | 1 | 1 | 4      |
| 3         | Germania Ovest   | 2 | 0 | 0 | 2      |
| 4         | Norvegia         | 0 | 2 | 2 | 4      |
| 5         | Unione Sovietica | 0 | 1 | 2 | 3      |
| 6         | Svezia           | 0 | 1 | 1 | 2      |
| Totale    | Totale           | 8 | 8 | 8 | 24     |